# قطعنامه ۶۴۶ شورای امنیت
قطعنامه ۶۴۶ شورای امنیت سازمان ملل متحد که در تاریخ ۱۴ دسامبر ۱۹۸۹ تصویب شد، سندی بین‌المللی دربارهٔ قبرس است. این قطعنامه طی نشست ۲۸۹۸ام با ۱۵ رای موافق، ۰ مخالف و ۰ ممتنع تصویب شد.